# Specii II
Specii II (titlu original: Species II, alte denumiri Species II: Offspring sau Species II: Origins) este un film american SF de groază din 1998 regizat de Peter Medak. Rolurile principale au fost interpretate de actorii  Natasha Henstridge, Michael Madsen și Marg Helgenberger, toți aceștia reiau rolurile lor din primul film.

## Prezentare
Într-o misiune umană pe planeta Marte, astronauții conduși de comandantul Patrick Ross, Anne Sampas și Dennis Gamble adună mostre de sol. În timp ce se revin pe Pământ, solul se dezgheță și eliberează o substanță extraterestră care îi contaminează și provoacă o scurtă întrerupere în contactul cu controlul misiunii. Cei trei revin pe Pământ pentru o sărbătoare publică, dar un fost om de știință instituționalizat, Dr. Cromwell, reacționează la întoarcerea lor cu o panică violentă. Aceștia sunt examinați și puși în carantină pentru a-i împiedica să aibă relații sexuale timp de zece zile. Cu toate acestea, Ross ignoră acest lucru și face sex cu două surori. Spre groaza sa, cele două femei au sarcini accelerate și mor dând naștere unor hibrizi oameni/extratereștri, pe care îi ascunde în magazia îndepărtată a tatălui său.
Între timp, sub supraveghere militară, oamenii de știință conduși de dr. Laura Baker au creat o clonă mai docilă a lui Sil, numită Eve, într-un efort de a înțelege forma de viață extraterestră și de a se pregăti pentru apărare dacă ar ajunge vreodată pe Pământ. În timp ce este izolată și supusă unor teste, Eve are reacții fiziologice exagerate de fiecare dată când Patrick face sex. În centrul spațial, Patrick se strecoară în laborator și îl ucide pe Dr. Orinsky, care încerca să-l contacteze pe Dr. Cromwell în legătură cu probele de sânge ale astronauților. Analiza cadavrului dezvăluie prezența ADN-ului extraterestru, similar cu cel al Evei, dar diferit de acesta. Baker face echipă cu fostul coleg Preston „Press” Lennox pentru a controla noua amenințare și a-l contacta pe Cromwell, care dezvăluie că Marte a devenit de nelocuit din cauza unei specii extraterestre, el a fost instituționalizat pentru a-i se reduce la tăcere opoziția față de misiunea pe Marte și Orinsky a încercat să-l sune pentru a-și confirma temerile.
Press și Laura o găsesc pe Anne Sampas în timp ce face sex cu soțul ei, doar pentru a rămâne brusc gravidă cu un nou-născut extraterestru, care ucide cuplul înainte ca Press și Baker să-l omoare la rândul lor. După ce agenții guvernamentali constată că Gamble nu a fost infectat, acesta din urmă se alătură lui Baker și Press în misiunea lor. În același timp, Ross se trezește și își găsește logodnica Melissa moartă, după ce a dat naștere unui alt hibrid. Îngrozit, el se sinucide, dar ADN-ul său extraterestru preia complet controlul,  regenerează corpul și caută numeroase femei pentru a produce și mai mulți urmași.
Cercetătorii activează ADN-ul extraterestru al Evei, astfel încât ea să-l poată urmări telepatic pe Ross. Înțelegând acest lucru, el se predă lui Press și Gamble totul ca să se infiltreze în laborator și să ajungă la Eve în timp ce aceasta intră în călduri. El este alungat însă de Laura, Gamble și Press. În acea noapte, Ross le comandă urmașilor săi să formeze un cocon, astfel încât să poată ajunge la stadiile adulte și să repete ciclul la scară globală. După ce Laura Baker descoperă că Gamble a rezistat infecției din cauza anemiei sale falciformă, ea plănuiește să-l omoare pe Ross cu ADN-ul lui Gamble, deoarece extraterestrul nu are imunitate la bolile genetice umane.
În timp ce Eve scapă pentru a-l găsi, echipa o urmărește până la cuibul lui Ross, unde ea și Ross se împerechează până când sunt întrerupți de Press. Echipa ucide majoritatea descendenților lui Ross. Baker o roagă pe Eve să-i ajute, ceea ce face, dar Ross se pare că o ucide. Press folosește o furcă pentru a scoate sângele lui Gamble și îl folosește pe Ross, ucigându-l. În timp ce armata sosește pentru a escorta echipa, Eve este încărcată într-o ambulanță, unde i se alătură descendenții rămași ai lui Ross, în timp ce pântecele ei se umflă rapid; ecranul devine apoi negru, ducând la evenimentele celui de-al treilea film.

## Distribuție
- Natasha Henstridge - Eve
- Michael Madsen - Press Lennox
- Marg Helgenberger - Dr. Laura Baker
- James Cromwell - U.S. Senator Judson Ross
- Mykelti Williamson - Dennis Gamble
- Richard Belzer - U.S. President
- Justin Lazard - Patrick Ross
- Sarah Wynter - Melissa
- George Dzundza - Col. Carter Burgess Jr.
- Myriam Cyr - Anne Sampas
- Peter Boyle - Dr. Herman Cromwell
- Nancy La Scala - Debutante sister Marcy
- Raquel Gardner - Debutante sister Lucy
- Kim Adams - Darlene
- Nicholas Vota - Child in Ambulance: Patrick Ross' Child